# 득점 지원
득점 지원(run support)이란  선발투수가 소속팀의 공격으로부터 받는 지원을 실제 득점으로 평가하는 야구 기록이다. 선발투수가 선발 등판을 했을 시에 팀이 평균적으로 몇 점을 득점했는지 측정하여 도출한다. 투수와 투수의 소속팀이 상대 투수와 상대팀보다 적은 실점을 해야 승리할 수 있기 때문에 득점 지원은 다소 중요한 기록으로 여겨진다. 투수의 실력이 상대팀이 얼마나 많은 득점을 내는 지에 큰 영향을 미치지만 자신의 팀 득점에는 전혀 영향을 미치지 않기 때문에, 득점 지원은 투수가 팀이 많은 득점을 올린 날에 등판했는지를 측정하는 지표이기도 하다. 득점 지원을 측정하는 방법에는 아래와 같이 두 가지가 있다. 이러한 기록은 구장과 리그 요인에 따라 조정될 수 있다.
1. 투수의 선발 등판 동안 상대팀의 9이닝 타격당 득점 수[2]
2. 선발 등판마다의 득점 수[1]